# Bethune (Kolorado)
Bethune – miasto w Stanach Zjednoczonych, w stanie Kolorado, w hrabstwie Kit Carson.